# Háj ben Serira
Háj ben Serira (héberül: האי בר שרירא), gyakran csak Háj gaon (héberül: האיי גאון), (?, 939 – ?, 1038. március 28.) a mai Irak területén működő középkori zsidó törvénytudós, teológus, filozófus, nyelvész, költő, pumbeditai gaon.

## Élete és művei
Serira ben Hanina, a későbbi gaon fiaként született. Öregedő édesapja, Serira 986-ban maga mellé vette fiát első ülnökként (dajjan). 997 körül egy rosszindulatú személy vádaskodásai miatt Al-Kádir kalifa Serirát elfogatta és fiával együtt börtönbe záratta. Ugyan egy tekintélyes személy közbenjárása miatt hamarosan sikerült mindkettőjüknek kiszabadulniuk, a megtört Serira 998-ban fia javára lemondott a gaoni tisztségről. Háj 40 éven át (998–1038), haláláig viselte a pumbeditai gaon tisztségét. Kedvelt személy volt, a nép a nevét a bibliai Salamon királyhoz hasonlította, és belefoglalta a szombatnapi imádságba. Jó kapcsolatot ápolt az Arab Kalifátus területén élő szír keresztényekkel is, egyes bibliaértelmezési kérdésekben egyenesen I. Illés nesztoriánus pátriárkához (ur.: 1028–1049) fordult tanácsért. Amikor ezért megrótták, Háj a Talmudra hivatkozott, amely szerint a zsidó ember kötelességét képezi, hogy az igazságot bárkitől elfogadja. Ismerte, és használta a muszlim tudósok műveit is, és gyakran folytatott vitákat muszlim teológusokkal a zsidók és a muszlimok viszonyainak kérdéseiről.
Vallásjogi íróként is jelentős. Sok héber és arab nyelvű döntvény maradt fenn a munkásságából. Ezek különböző halachikus tárgyakra (adás-vétel, zálog, feltétel-kikötés, kölcsön, eskü) vonatkoznak. Talmudkommentárjából csak a Tohorót rendjének misnáihoz készült rész maradt fenn. Ebben inkább szavakat magyaráz – a görög és latin nyelv – figyelembevételével. (Érdekesség, hogy szómagyarázatainak jelentős részét később átvette az ismeretlen szerzőjű Áruch című talmudi szótár.) Maga a kommentár a középkori neves zsidó hittudósokra fejtett ki jelentős hatást. A 11. század második felében élt zsidó hittudós, Rási említi Háj szentírásmagyarázó tevékenységét is, de ennek nyomai nem maradtak fenn. Ismert ugyanakkor egy egzegetikus részleteket is tartalmazó arab nyelvű szótára, és költeményi. Utóbbiak részben később a szefárd zsidók liturgiájába is bekerültek. Legjelentősebb költeményei közül a 189 kettős strófában írt Muszár Haszkél című tanító költemény, amely rímes szentenciákat, életigazságokat, bölcsességeket tartalmaz. Az alkotás egyes részeit a Példabeszédek könyvéből és Talmudból kölcsönözte a szerző.
Háj foglalkozott filozófiával is, egy metafizikai értekezése ismert, amely Isten egységét vizsgálja. Ugyanakkor Háj másoknak nem ajánlotta a filozófia, ahogy elutasította a csodahitet a babonákkal egyetemben. 1038-ban hunyt el 99 éves korában. Halálakor az egész zsidóság egységesen gyászolta, a neves költő, Salamon ibn Gavirol pedig költeményt szentelt az emlékének.